# Patika (televíziós sorozat)
A Patika egy 1994-es magyar televíziós vígjátéksorozat, Koltai Róbert rendezésében. Budapesten, a kispesti Wekerletelepen forgatták. 1994. december 5-én mutatta be a TV1 és 1995. március 6-ig vetítette. 1997-től ismételte az RTL Klub, 2007. június 4-től az M1, 2008. szeptember 6-tól az M2, 2012-től a Duna World, 2014. április 18-tól az m3 és 2015. január 31-től a Duna TV.

## Szereplők
- Koltai Róbert (Norbi)
- Pogány Judit (Laura)
- Vándor Éva (Júlia)
- Kathleen Gati (Christine)
- Rudolf Péter (Elek úr)
- Szabados Mihály (Tamás)
- Szarvas József (Totó)
- Hunyadkürti György (Papi)
- Kaszás Attila (Tádé)
- Stohl András (Vilmos)
- Somló Tamás (Artúr)
- Bezerédi Zoltán (Tivadar)
- Horváth József (Oszkár)
- Olsavszky Éva (Lídia)
- Kun Vilmos (Uzsi)
- Madarász Éva (Bella)
- Vajda László (Almás úr)
- Bárdy György (Mr Kay)
- Komlós István (Sipeki)
- Balázs Péter
- Gálvölgyi János
- Szalma Tamás
- Spindler Béla
- Turay Ida

## Filmzene
Mivel a sorozat néhány szereplője együttest alapított, így dalok is felcsendültek. A BMG Ariola Hungary gondozásában jelent meg a sorozat zenéje. Nagy sikert aratva az első helyet érte el a MAHASZ albumeladási listáján, ezután 34 hétig szerepelt a listán. Az elhangzó dalok szövegét Nemes István és Verebes István írták, a zenét pedig Dés László szerezte.

### Dalok listája
1. Ha akarom - Kaszás Attila              3.30
2. Olyan szépek voltunk - Somló Tamás     3.50
3. Búcsúdal - Somló Tamás                 4.26
4. Csak együtt - Gerendás Péter           3.11
5. Patika - Főcímzene                     3.08
6. Vigyázz rám - Dés László               2.58
7. Végtelen út - Kaszás Attila            5.40
8. Rohanás - Kaszás Attila                3.22
9. Gatya dal - Koltai Róbert              3.50
10. Patika dal - Koltai Róbert             3.04
11. Szól a dal - Kaszás Attila, Somló Tamás       4.52